# Симплиций
Свети Симплиций (на латински: Simplicius PP.) е римски папа от 3 март 468 г. до 10 март 483 г. Данните за живота му са предимно от Liber Pontificalis
Там се казва, че той е родом от Тиволи и е син на някой си Кастино. 
По време на понфитиката на Симплиций, Западната римска империя преживяла своя крах. През 476 г. Одоакър свалил последния римски император Ромул Августул.
Симплиций построил в Рим 4 нови църкви:
- църквата „Сан Стефано Ротондо“;
- зданието около Санта Мария Маджоре е превърнато в църквата Свети Андрей;
- около църквата Свети Лаврентий в Агро-Верано била построена първата църква на свети Стефан;
- църквата св. Балбин

Симплиций бил погребан в базиликата Свети Петър във Ватикана.
Обявен е за светец от римокатолическата църква и паметта му се почита 10 март.